# Gaio Melisso
Gaio Melisso Mecenate (in latino Gaius Melissus Maecenas; Spoleto, I secolo a.C. circa – I secolo circa) è stato un commediografo, bibliotecario e poeta romano.

## Biografia
Fu uno schiavo, amico di Gaio Cilnio Mecenate e da lui liberato.
Abbandonato dai genitori, gli fu imposto, come si usava per i servi, un nome greco (Melisso) accanto al nome latino (Caio).
Fu educato nelle lettere dai suoi genitori adottivi che, vista la sua bravura, lo portarono a Roma da Mecenate, dove rimase come schiavo liberto.
Fu poeta e commediografo comico. In questa veste inventò il genere comico da lui stesso definito trabeata, terzo genere comico dopo la palliata di soggetto greco, e la togata genere romano.

Tali generi prendevano il nome dalle vesti indossate dagli attori: nelle trabeate di soggetto romano si indossava la trabea (corto mantello con bordi di porpora). Questa veste era per lo più usata da consoli, trionfatori e cavalieri, per cui si suppone che le trabeate fossero commedie satiriche verso i potenti. Tale supposizione è confortata dal fatto che le trabeate si contrapponevano alle tabernarie, ove si narravano storie di taverna, di gente semplice. Avendo vissuto in casa di Mecenate, invece, Caio Melisso meglio conosceva le classi agiate. 

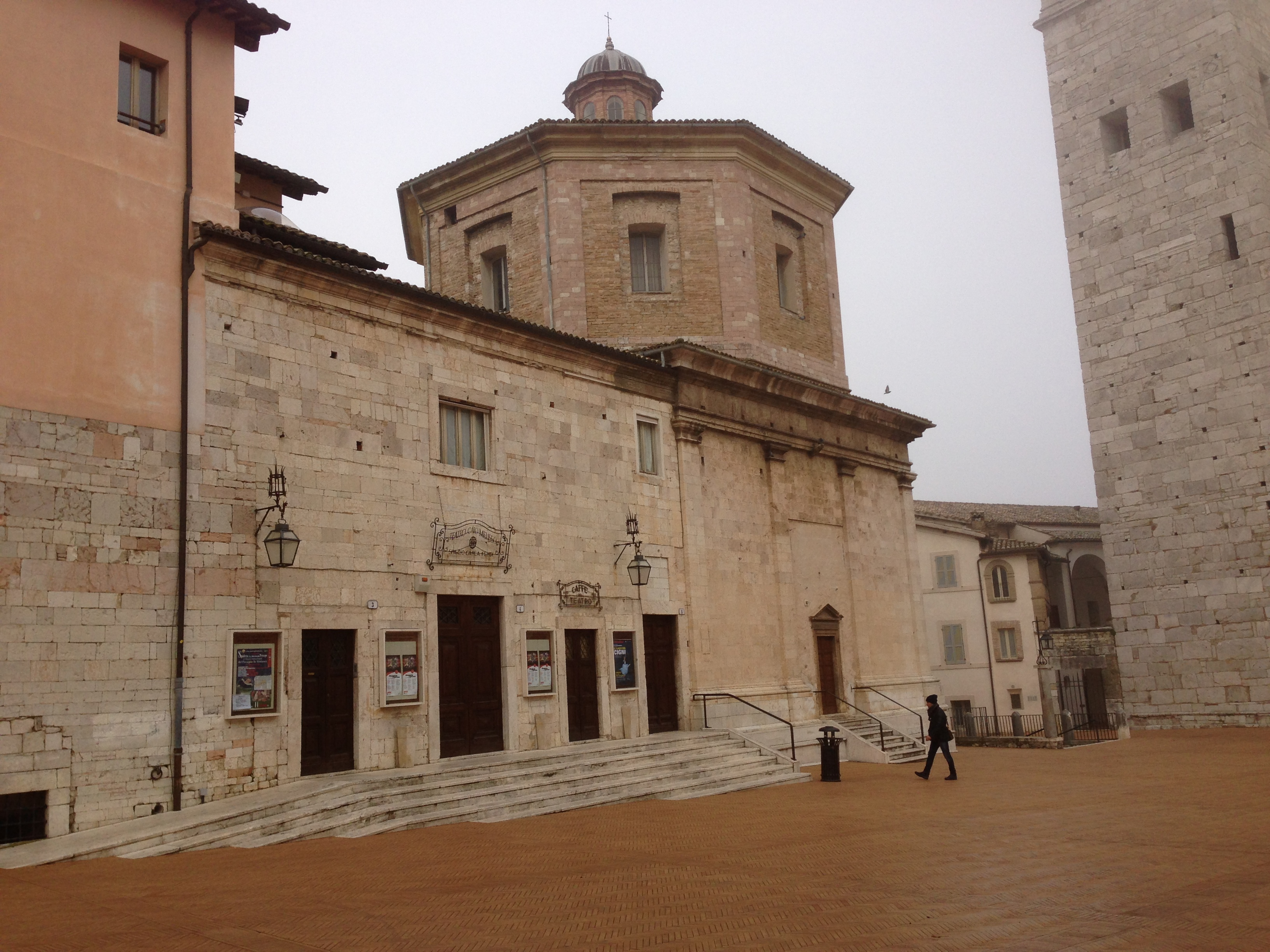
Facciata del Teatro Caio Melisso di Spoleto

 Fu anche grammatico e bibliotecario di fiducia dell'imperatore Augusto presso la sua corte, con il compito di organizzare la biblioteca del Portico di Ottavia.
L'intera opera di Caio Melisso è andata completamente perduta.  Al suo nome è stato dedicato nel 1880 il seicentesco Nobile Teatro in Piazza Duomo di Spoleto.